# Ensenada Weber
La ensenada Weber es una amplia ensenada cubierta de hielo que penetra en la parte sur de la península Beethoven, situada al suroeste de domo Bennett, formando el brazo noroeste de la barrera de hielo Bach en la parte suroeste de la isla Alejandro I, en la Antártida. La ensenada fue cartografiada por primera vez a partir de fotografías aéreas tomadas por la Expedición de Investigación Antártica Ronne entre 1947 y 1948, por Derek J.H. Searle de la British Antarctic Survey en 1960, y bautizada por el Comité de Topónimos Antárticos del Reino Unido con el nombre del compositor alemán Carl Maria von Weber.